# Galactic Suite Limited
Galactic Suite Limited jest przedsiębiorstwem przemysłu kosmicznego, zajmującym się turystyką kosmiczną. Siedziba firmy mieści się w Barcelonie (Hiszpania). Dyrektorem i założycielem Galactic Suite Limited jest Xavier Claramunt, architekt i były inżynier lotnictwa i astronautyki. Przedsiębiorstwo powstało w 2007 roku.
Przedsiębiorstwo stworzyło program o nazwie Galactic Suite, którego celami są:
- stworzenie portu kosmicznego z ośrodkiem szkolenia turystów kosmicznych – Galactic Suite Spaceport
- stworzenie statku kosmicznego do transportu turystów na stację kosmiczną – Galactic Suite Spaceship
- skonstruowanie stacji kosmicznej dla turystów – Galactic Suite Spaceresort

Galactic Suite Limited rozpoczęła współpracę z takimi organizacjami i firmami jak:
- EQUIPXCL  – stowarzyszenie architektów i projektantów specjalizujących się w innowacyjnych konceptach architektonicznych,
- GBT (Global Business Technologies)  – firma doradcza, która tworzy strategie i nowe inicjatywy biznesowe,
- CTAE (Aerospace Research and Technology Centre)  – prywatna fundacja dążąca do wprowadzenia nowych technologii w astronautyce,
- 4FC (4 Frontiers Corporation)  – komercyjne przedsiębiorstwo tworzące projekty obiektów i kompleksów kosmicznych.